# Шахтёрка (река, впадает в Тауро)
Шахтёрка (в верхнем течении — Токариной; Шахтёрская) — река на острове Сахалин.
Впадает в озеро Тауро, протекает по территории Углегорского муниципального района Сахалинской области. В долине реки расположен город Шахтёрск.
Общая протяжённость реки составляет 17 км. Площадь водосборного бассейна составляет 45,3 км². Общее направление течения с востока на запад.

## Данные водного реестра
По данным государственного водного реестра России относится к Амурскому бассейновому округу.
Код объекта в государственном водном реестре — 20050000212118300008124.